# Margret Wagner
Margret Wagner (* um 1952) ist eine österreichische Tischtennis-Nationalspielerin. Sie gehörte in den 1970er Jahren zu den besten Spielerinnen Österreichs und wurde 1975 österreichische Meisterin im Einzel.

## Werdegang
Margret Wagner stammt aus der Steiermark. Sie gewann mehrmals die Steirische Meisterschaft und wurde 1975 österreichische Meisterin im Einzel. Zudem holte sie zweimal den Titel im Doppel mit Ingrid Wirnsberger und zweimal im Mixed (mit Rottenberg).
1972 und 1974 wurde sie für die Europameisterschaft und 1973 für die Weltmeisterschaft nominiert, kam dabei jedoch nie in die Nähe von Medaillenrängen.

## Turnierergebnisse
| Verband | Veranstaltung     | Jahr | Ort      | Land | Einzel | Doppel | Mixed     | Team |
| ------- | ----------------- | ---- | -------- | ---- | ------ | ------ | --------- | ---- |
| AUT     | Weltmeisterschaft | 1973 | Sarajevo | YUG  | Qual   | Qual   | letzte 64 | 14   |